# Juha-Pekka Leppäluoto
Juha-Pekka "JP" Leppäluoto, född 15 november 1974, är en finsk musiker. Han har medverkat i bland annat Northen Kings, Poisonblack och Harmaja, och är sångare i det finska metalbandet Charon. 

## Diskografi
Med Charon
- Sorrowburn (1998)
- Tearstained (2000)
- Downhearted (2002)
- The Dying Daylights (2003)
- Songs For The Sinners (2005)

Med Northern Kings
- Reborn (2007)
- Rethroned (2008)

Med Harmaja
- Harmaja EP (2007)
- Harmaja (2009)

Med Poisonblack
- Escapexstacy (2003)